# Онсуи
Онсуи (фр. Ansouis) насеље је и општина у Француској у региону Прованса-Алпи-Азурна обала, у департману Воклиз која припада префектури Апт.
По подацима из 2006. године у општини је живело 1105 становника, а густина насељености је износила 63 становника/km². Општина се простире на површини од 17,63 km². Налази се на средњој надморској висини од 365 метара (максималној 390 m, а минималној 203 m).

## Демографија
| 1962. | 1968. | 1975. | 1982. | 1990. | 1999. | 2011. |
| ----- | ----- | ----- | ----- | ----- | ----- | ----- |
| 520   | 525   | 536   | 612   | 892   | 1.033 | 1.144 |

График промене броја становника у току последњих година